# Ballady, hymny, hity
Ballady, hymny, hity – debiutancki nielegal polskiej grupy muzycznej B.O.K. Wydawnictwo ukazało się 15 maja 2008 roku. Utwór "Żyję w tym mieście" zajął 10. miejsce na Liście Przebojów PiK.

## Lista utworów
Opracowano na podstawie materiału źródłowego.
1. Wjazd - 00:33
2. Ściany (Feat. DJ Funkey) - 03:39
3. Prowokuję progres (Feat. DJ Paulo, Yaki) - 03:32
4. Żyję w tym mieście (Feat. Kayozz) - 06:23
5. Dzikie Żądze (Feat. Rommel, Kron, Dziewa) - 05:06
6. Deszcz - 04:00
7. Ciągle pada (Feat. James Marshall Stanley, Kayozz) - 02:24
8. Skiller - 04:33
9. To dla Ciebie i przeciwko Tobie (Feat. DJ Kumak) - 03:20
10. Zła karma - 04:19
11. Pokaż - 04:27
12. Gdzie ulice poniosą (Feat. Kayozz) - 03:55
13. Rap otwiera nieba (Feat. Kayozz) - 05:24
14. Walka - 00:23
15. Gwiazda (Feat. DJ Paulo, Kayozz) - 05:16
16. Pozostaję silny (Feat. Lysy, Haker, Dziewa, Rommel, Cezet) - 04:30
17. Pory (Feat. DJ Paulo) - 05:01
18. Najwyższy Czas - 03:57
19. Głód (Feat. DJ Kumak) - 04:41